# Martin Dülfer

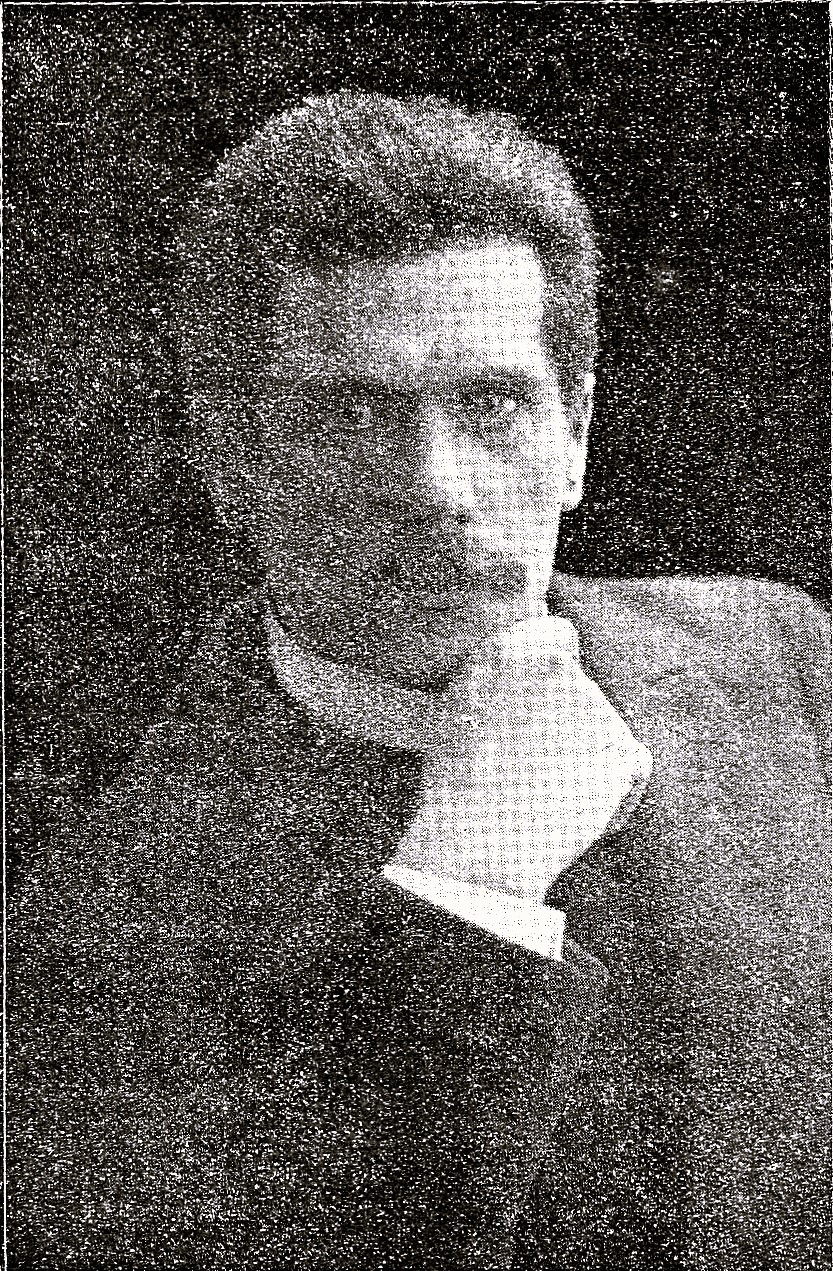
Martin Dülfer (1908)

Martin Dülfer (* 1. Januar 1859 in Breslau; † 21. Dezember 1942 in Dresden) war ein deutscher Architekt und Hochschullehrer, der vor allem für seine Theaterbauten und -entwürfe Beachtung fand und zu einem wichtigen Vertreter des Historismus und der deutschen Jugendstil-Architektur gehört.

## Leben und Werk
Dülfer wurde 1859 als Sohn des Verlagsbuchhändlers Carl Dülfer in Breslau geboren. Nach dem Realgymnasium in Breslau besuchte er zunächst die Gewerbeschule in Schweidnitz. Danach studierte er von 1877 bis 1879 an der Technischen Hochschule Hannover bei Conrad Wilhelm Hase und von 1879 bis 1880 an der Technischen Hochschule Stuttgart (vermutlich) bei Christian Friedrich von Leins. In Hannover schloss er sich dem Corps Visurgia an. 1880/81 leistete Dülfer seine Militärdienstpflicht ab. Er entschied sich dann für eine praktische Tätigkeit und arbeitete in dem angesehenen Berliner Architekturbüro von Heinrich Kayser und Karl von Großheim, später in seiner Heimatstadt Breslau im Büro Brost und Grosser. 1885/86 vollendete er sein Studium an der Technischen Hochschule München bei Friedrich von Thiersch.

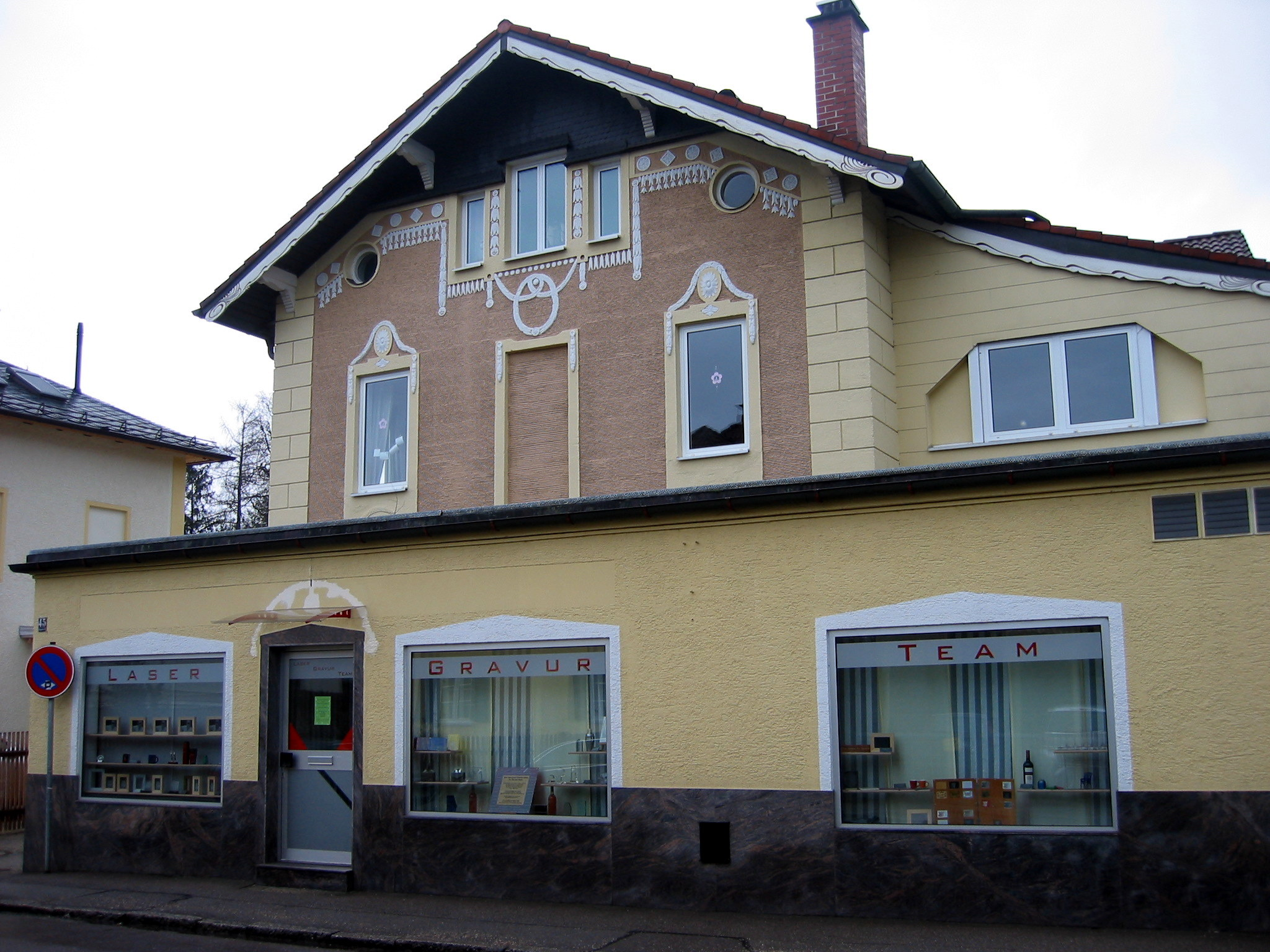
Wohnhaus von Martin Dülfer in Krailling bei München

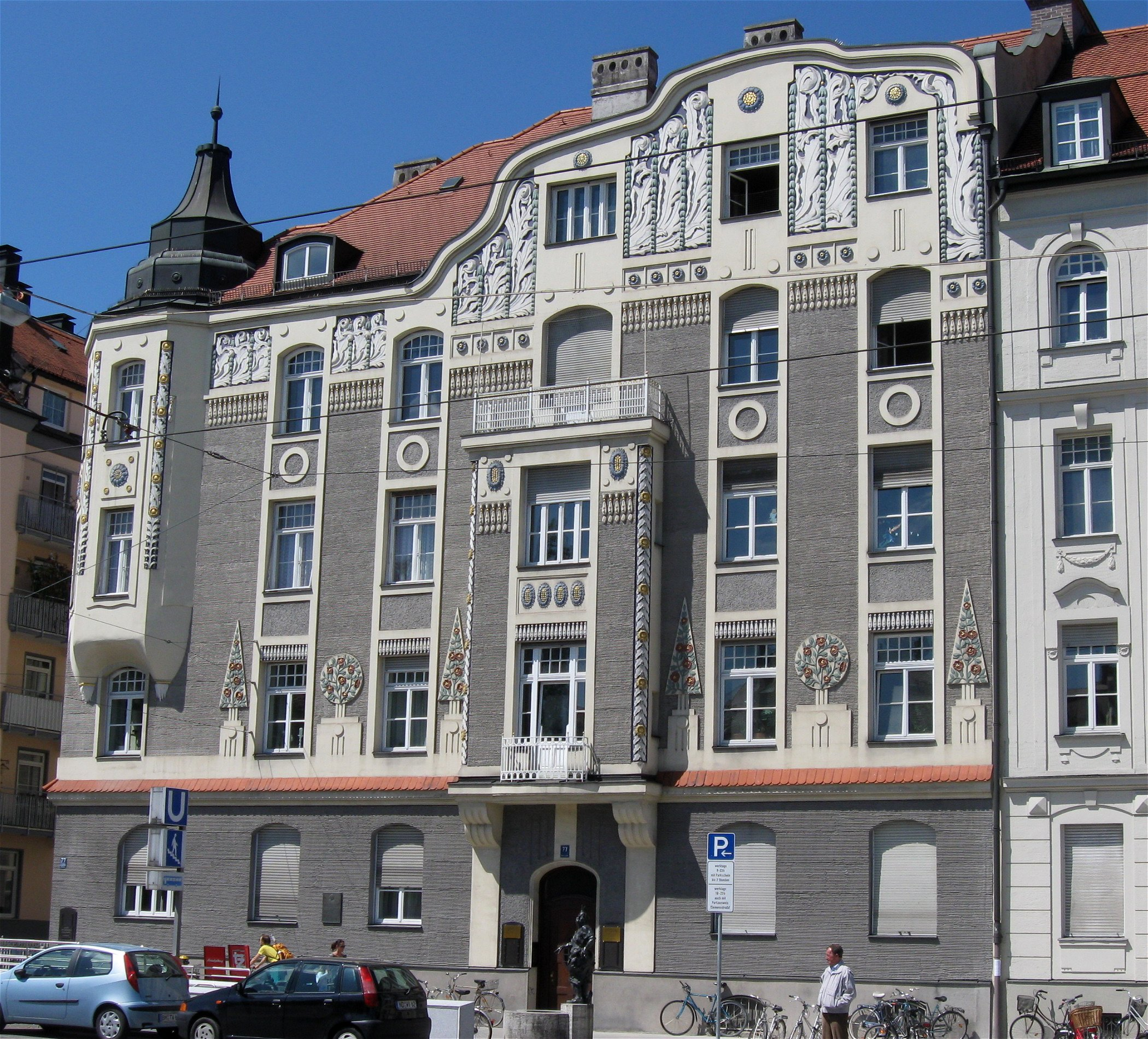
Von Martin Dülfer entworfenes Wohnhaus, Leopoldstraße 77 in München, von 1902 bis 1906 Wohnhaus des Architekten

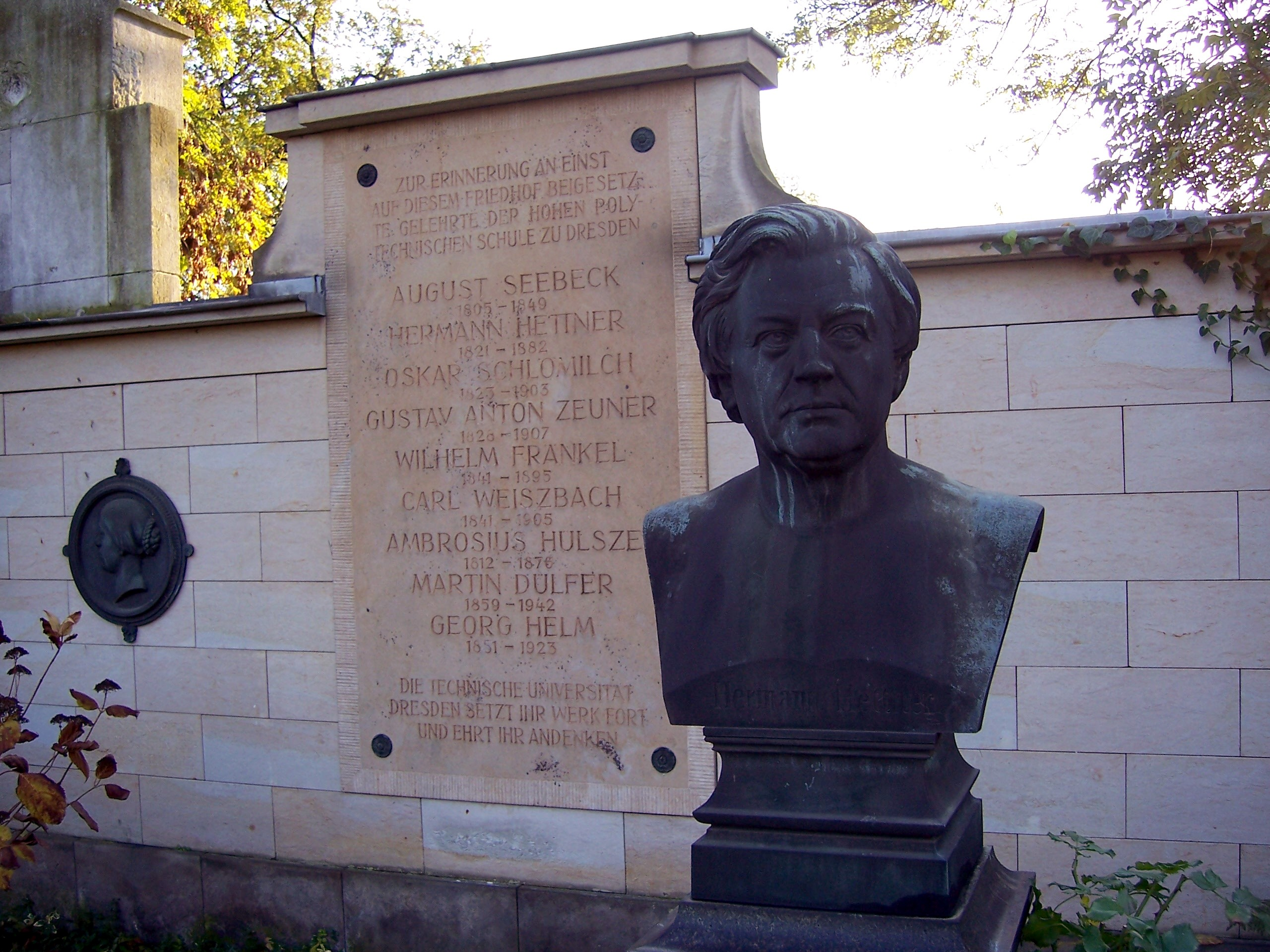
Gedenkstätte für Martin Dülfer auf dem Alten Annenfriedhof in Dresden

Seine selbstständige Tätigkeit begann Dülfer 1887 in München, er baute zunächst in der zeit- und regionaltypischen neobarocken Spielart des Historismus. Um 1900 wandte er sich dem Jugendstil zu, dessen florales, geometrisches und texturales Repertoire er mit barocken und klassizistischen Stilelementen zu einem individuell geprägten, barockisierenden Jugendstil verband. Es entstanden Fassadenentwürfe, Geschosswohnungsbauten, Geschäftshäuser und Villen für das gehobene Bürgertum.
1899–1900 konnte Dülfer seinen ersten Theaterbau in Meran im Burggrafenamt ausführen, nachdem er 1895 in München bereits einen Konzertsaal, den Kaim-Saal gebaut hatte. Im Laufe der Jahre folgten noch vier weitere Theaterbauten. Zu den fünf realisierten Projekten kam allerdings noch eine Vielzahl von nicht ausgeführten Wettbewerbsentwürfen hinzu, von denen einige trotz einer Auszeichnung mit dem 1. Preis an widrigen äußeren Umständen scheiterten.
Im Jahr 1902 erhielt Dülfer den Ehrentitel Königlich Bayerischer Professor (Titularprofessor). 1906 wurde er als Nachfolger von Karl Weißbach zum ordentlichen Professor für das Entwerfen von Hochbauten an die Technische Hochschule Dresden berufen. Ab 1912 war Dülfer dort „Vorsteher“ (Dekan) der Hochbauabteilung, 1920 bis 1921 Rektor und unmittelbar danach zwei Jahre lang Prorektor der Hochschule. Er war Mitglied in mehreren Berufsverbänden und Künstlervereinigungen, von 1908 bis 1912 amtierte er als Vorsitzender des Bundes Deutscher Architekten (BDA). In Dresden schloss er sich der Künstlervereinigung Die Zunft an, die erst von Stadtbaurat Hans Erlwein, später von Georg Wrba geleitet wurde. 1909 war er Gründungsmitglied der Künstlervereinigung Dresden.
Im Sommer 1911 wurde Dülfer mit dem Preußischen Kronenorden III. Klasse ausgezeichnet. 1913 verlieh ihm die Technische Hochschule Dresden die Ehrendoktorwürde (Dr.-Ing. E. h.), eine zweite Ehrendoktorwürde erhielt er 1928 von der Technischen Hochschule Berlin. 1929 wurde Dülfer an der Dresdner Hochschule emeritiert. Danach nahm die Öffentlichkeit erst wieder bei seinem 80. Geburtstag (1939) von ihm Notiz; obwohl er einer Freimaurer-Loge angehört hatte und dadurch eigentlich im Sinne der nationalsozialistischen Kulturpolitik als „unzuverlässig“ galt, wurde ihm zu diesem Anlass die Goethemedaille verliehen.
Im Jahr 1893 hatte Dülfer die 1865 ebenfalls in Breslau geborene Käte geb. Weigand(t) geheiratet, die Ehe blieb offenbar kinderlos. Nach Dülfers Besuch der Weltausstellung 1904 in St. Louis (USA) kam dort 1905 eine uneheliche Tochter zur Welt, zu der er sich offen bekannte. 1915 adoptierte das Ehepaar Dülfer einen neun Jahre alten Jungen namens Kurt, den einige Zeitzeugen ebenfalls für ein uneheliches Kind Dülfers hielten; nach anderen Angaben soll dieses Kind jedoch zu Käte Dülfers Verwandtschaft gehört haben.
Martin Dülfer starb Ende 1942, Käte Dülfer kam beim Luftangriff auf Dresden am 13./14. Februar 1945 ums Leben, bei dem auch der Nachlass Dülfers vernichtet wurde. Dülfers Grab auf dem Alten Annenfriedhof wurde 1945 zerstört. Seiner wird auf dem Friedhof heute in der Gedenkstätte für Professoren der Technischen Universität Dresden gedacht.

## Bauten und Entwürfe (Auswahl)
- 1892–1893: Staats- und Stadtbibliothek Augsburg
- 1895: Kaim-Saal in der Türkenstraße 5 in München
- 1897/1899: Luitpold-Brunnen oder Prinzregenten-Brunnen in Kulmbach
- 1895: Grabmal für Georg Pschorr junior in München, auf dem alten südlichen Friedhof
- 1895: Villa in Grafrath, Ortsteil Marthashofen
- 1896–1898: Villa Bechtolsheim in München, Maria-Theresia-Straße 27
- 1897–1898: Geschäftshaus der Verlagsanstalt F. Bruckmann in München-Neuhausen, Nymphenburger Straße 86
- 1898–1901: Wohnbebauung für den Bauunternehmer Friedrich Wagner in München, Kaulbachstraße 22–26 (teilweise erhalten und unter Denkmalschutz)
- 1898: Mietshaus Adalbertstraße 98 in München
- 1899–1900: Stadttheater in Meran (Südtirol, damals Österreich), Theaterplatz 2
- 1900–1901: Geschäftshaus des Verlages der Münchner Allgemeinen Zeitung in München, Bayerstraße 57/59
Das Gebäude wird als ein Schlüsselbau des Jugendstils angesehen. Die Fassade mit ihrem ursprünglichen lebhaften Farbenspiel wurde 1929, als man den Jugendstil nicht schätzte, durchgreifend „modernisiert“.
- 1901–1902: Dreigeschossiges Wohnhaus mit Hochparterre und Dachgeschoss in der Leopoldstraße 77 in München-Schwabing, das der Architekt von 1902 bis 1906 selbst bewohnte.
- 1902: Eigenes barockisierendes Jugendstilwohnhaus in Krailling
- 1902: Grabmal Familie Becker auf dem jüdischen Friedhof in Weißensee (gemeinsam mit seinem Mitarbeiter Paul Ludwig Troost)[2]
- 1902–1903: Hotel Terminus in München, Bayerstraße 43 und Mittererstraße 1, längst durch Neubau Hotel Le Meridien ersetzt
- 1903–1904: Stadttheater Dortmund, Hiltropwall 15 (unter Mitarbeit von Heinrich Tessenow) (kriegszerstört)
- 1904: Landrätesaal für den Präsidialbau der Regierung von Oberfranken in Bayreuth (auf der Weltausstellung in St. Louis mit einem Grand Prix ausgezeichnet)
- 1904: Wettbewerbsentwurf für das Stadttheater in Gießen (einer von zwei 2. Preisen)
- 1905: Wettbewerbsentwurf für das Stadttheater in Osnabrück (nicht ausgeführt)
- 1905–1906: Wohnhaus für den Fabrikanten Wilhelm Schenk, Besitzer der Nährmittelfabrik Muffler & Comp. in Freiburg im Breisgau, Stadtteil Waldsee, Schwarzwaldstraße 90 (mit geringen Veränderungen erhalten, inzwischen als Kindergarten der Kirchengemeinde St. Carolus genutzt)
- 1907: Geschäftshaus Schneider in Wiesbaden, Kirchgasse (abgerissen)
- 1907: Musiktempel am Stadttheater Dortmund
- 1907–1908: Wohnhaus für den Kaufmann Carl Philipson in Osnabrück (1945 zerstört)
- 1907–1908: Stadttheater in Lübeck, Beckergrube (1993–1996 restauriert)
- 1908: Wettbewerbsentwurf für das Königlich Württembergische Hoftheater in Stuttgart (nicht ausgeführt)
- 1909: Wettbewerbsentwurf für das Stadttheater in Bremerhaven (nicht ausgeführt)
- 1909: Wettbewerbsentwurf für das Stadttheater in Hagen (1. Preis, nicht ausgeführt)
- 1910: Wettbewerbsentwurf für das Neue Königliche Opernhaus in Berlin (2. Preis, nicht ausgeführt)
- 1910–1911: Umbau des Hotels Bellevue am Theaterplatz in Dresden (1945 zerstört, Ruine 1951 abgerissen)
- 1910–1912: Büro- und Geschäftshaus mit Filiale der Dresdner Bank AG in Leipzig, Goethestraße 3 (1995/1996 restauriert) (Franz-Mehring-Haus)
- 1910–1913: Beyer-Bau der Technischen Universität Dresden, in der Südvorstadt, George-Bähr-Straße 1 (verändert)
- 1911–1912: Stadttheater in Duisburg, König-Heinrich-Platz (innen nach Kriegsschäden stark verändert)
- 1913: Wettbewerbsentwurf für das Stadttheater in Krefeld (1. Preis, nicht ausgeführt)
- 1913: Wettbewerbsentwurf für das Stadttheater am Servatiiplatz in Münster (1. Preis, 1929 überarbeitet, nicht ausgeführt)[3]
- 1922–1926: Fritz-Foerster-Bau (mit König-Bau und Müller-Bau) der Technischen Hochschule Dresden, in der Südvorstadt, Mommsenstraße 6 (Vorplanung seit 1917)
- 1925–1929: Bulgarisches Nationaltheater in Sofia (Umbau und Erweiterung nach Brandschaden)
- 1930 (?): Entwurf eines Theaters in Novi Sad (Jugoslawien)

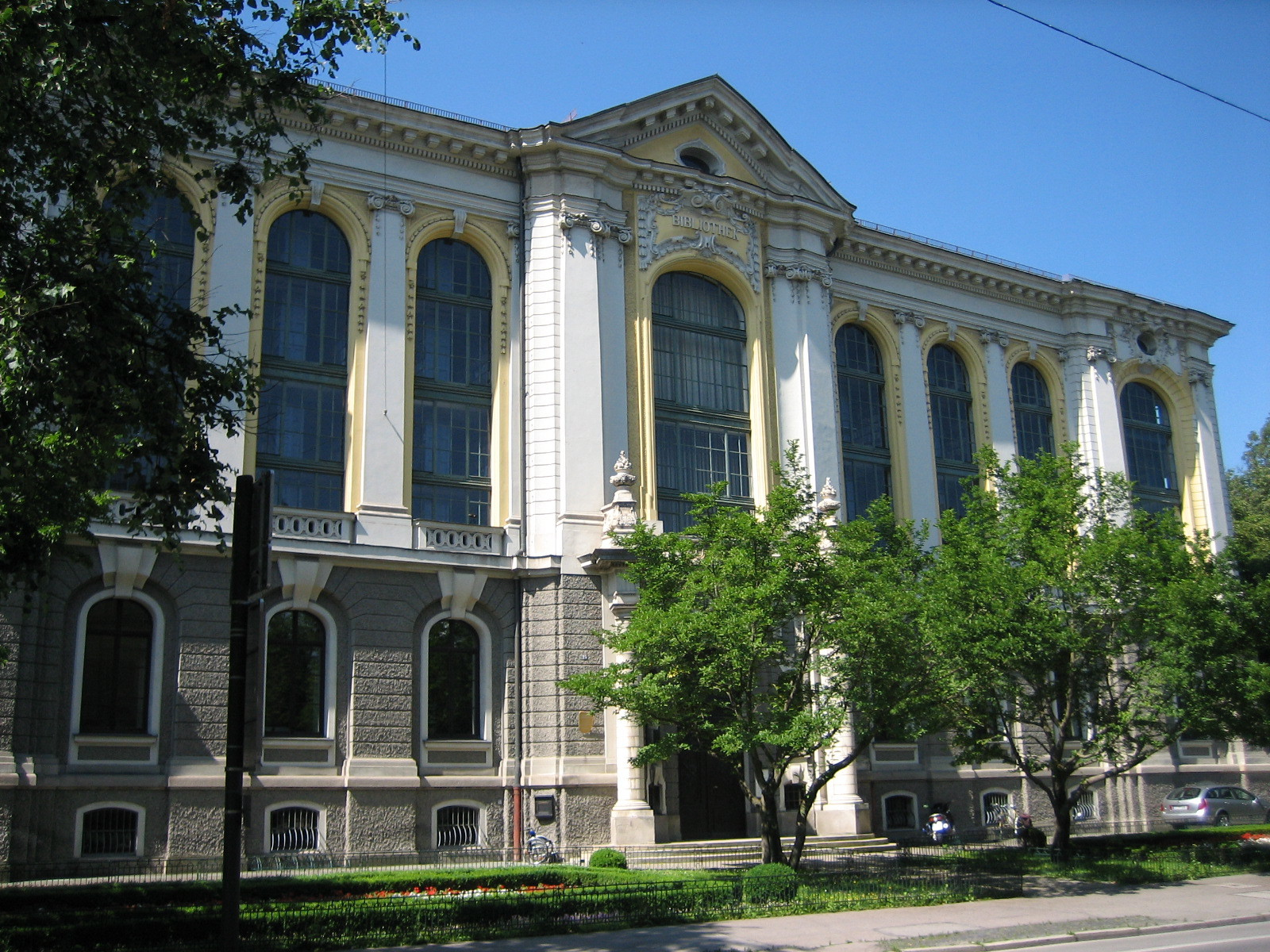
Staats- und Stadtbibliothek Augsburg, Fassade von Martin Dülfer (1893)
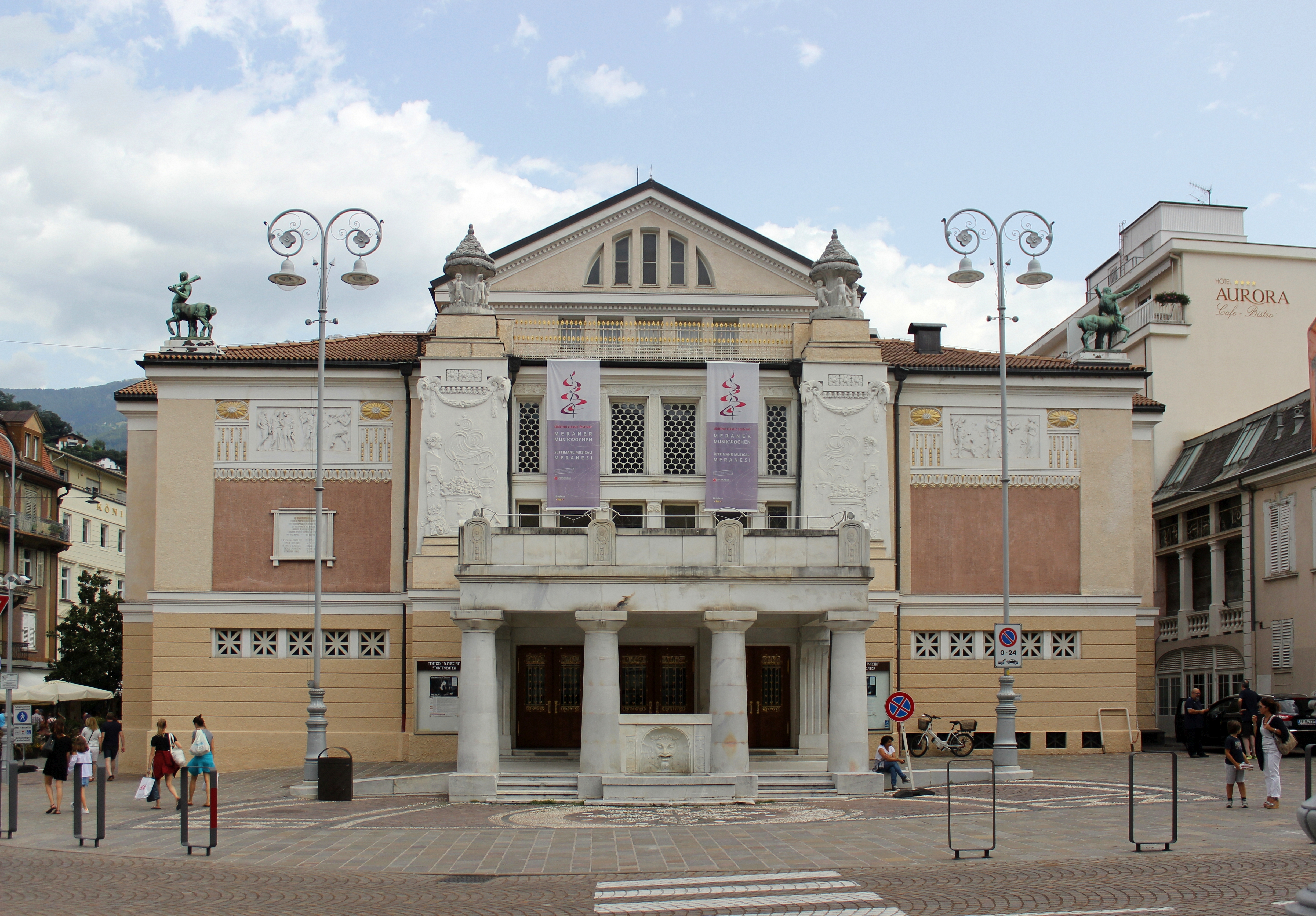
Stadttheater in Meran (1899/1900)
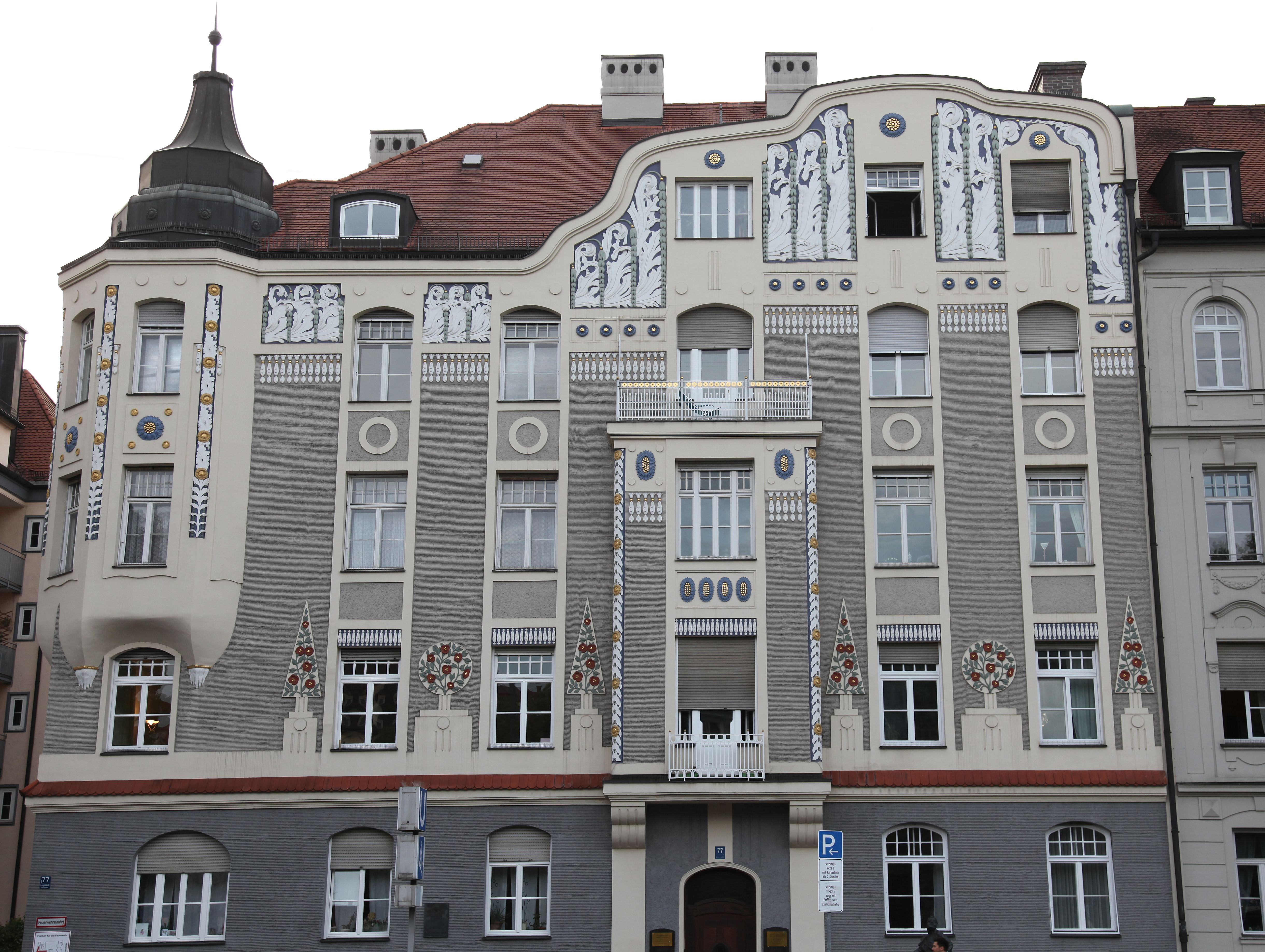
Wohnhaus, Leopoldstraße 77 in München (1901/1902)
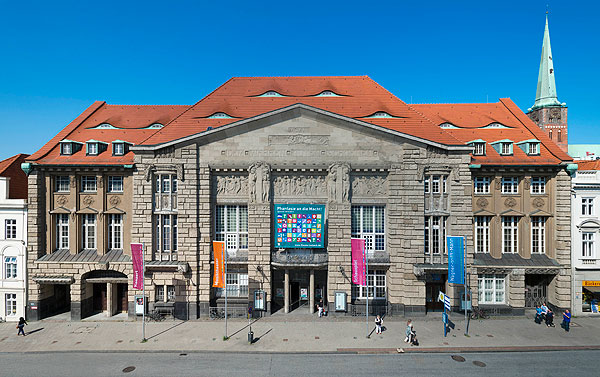
Stadttheater-Fassade in Lübeck (1907/1908)
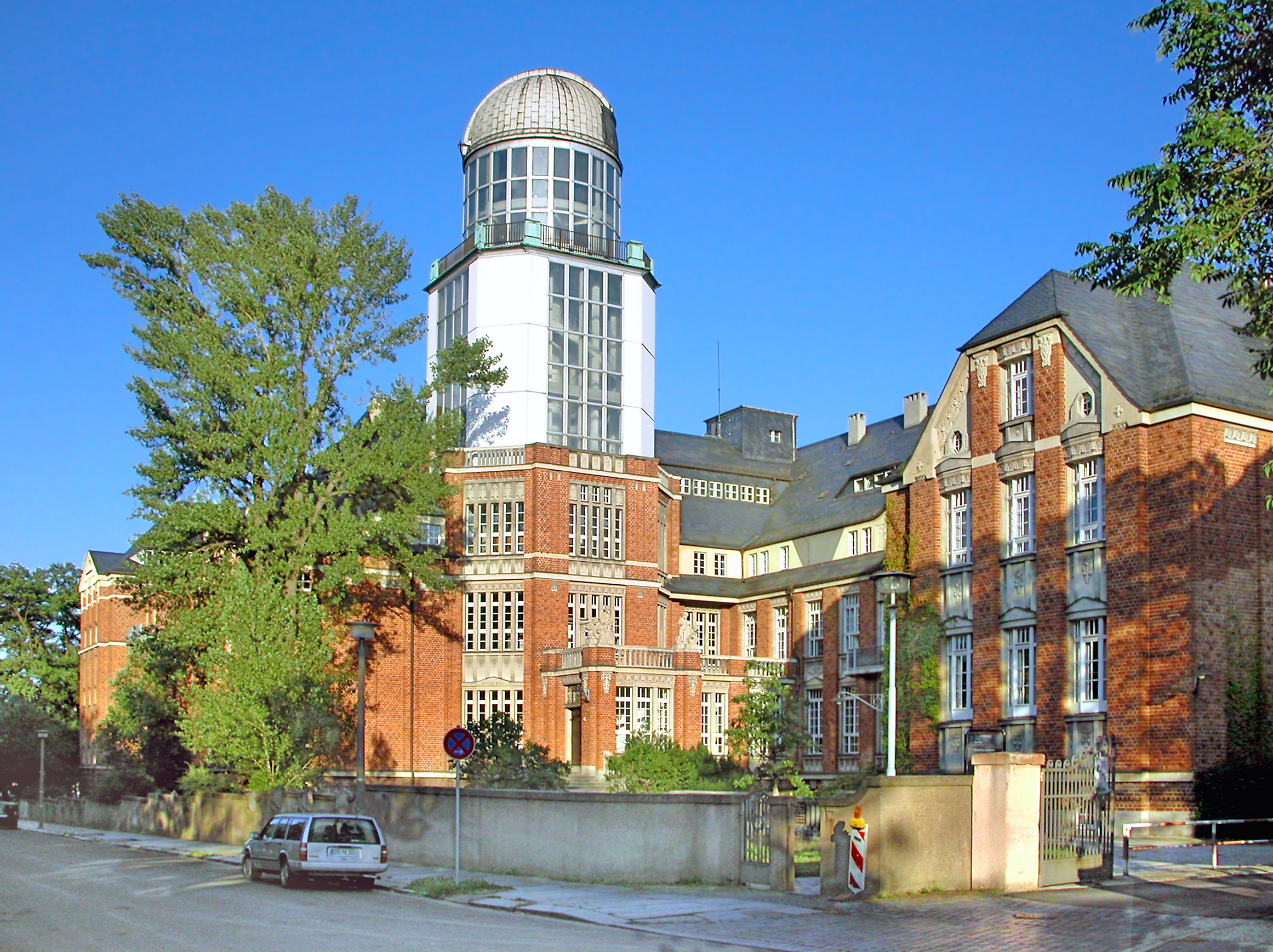
Beyer-Bau der TU Dresden (1910/1913)
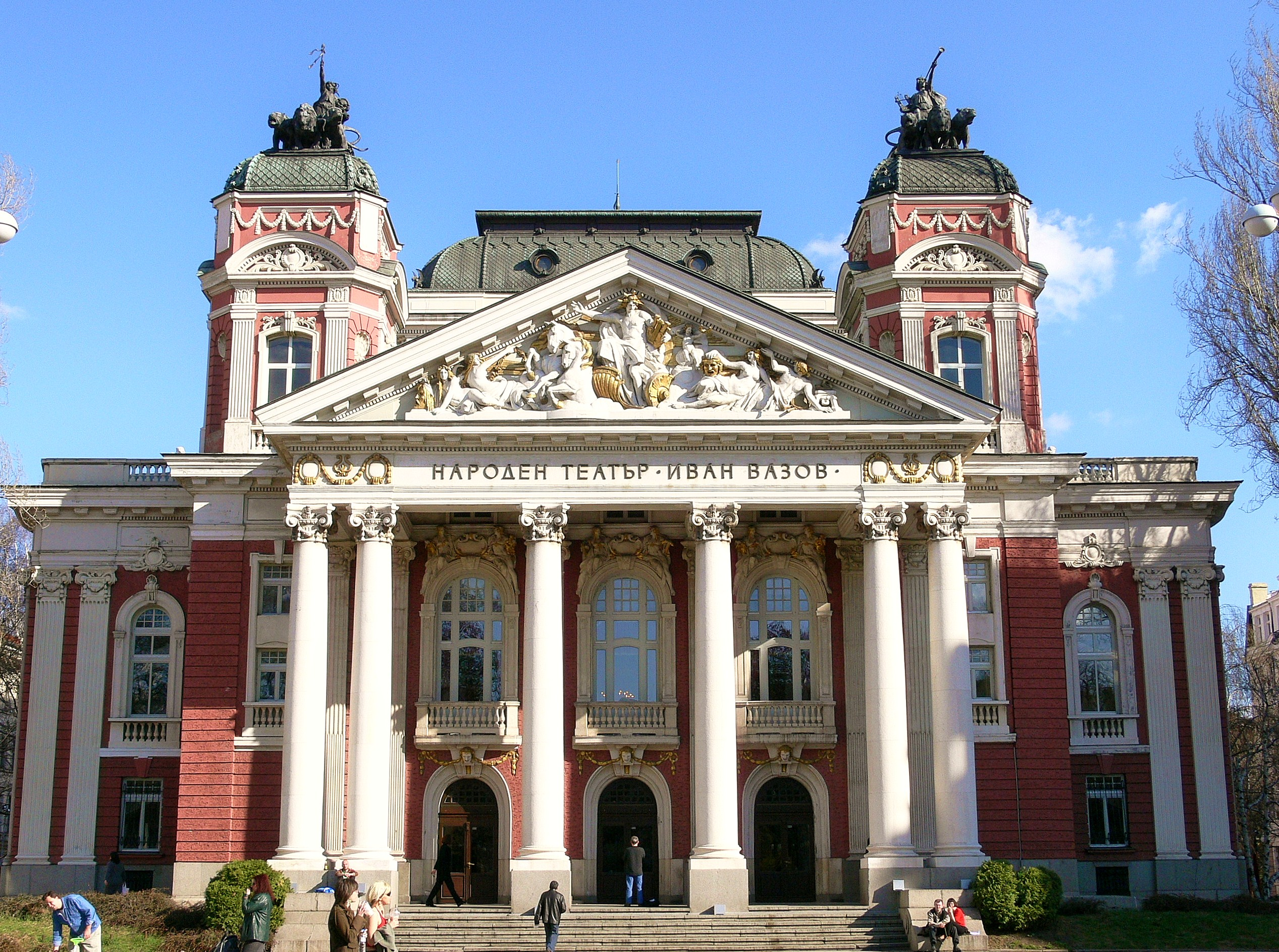
Bulgarisches Nationaltheater in Sofia (1925/1929)